# HIP 13044 b
El HIP 13044 b és un planeta extrasolar de tipus Júpiter excèntric que orbita al voltant de l'estrella HIP 13044; l'estrella es troba a uns 2000 anys llum de la Terra a la constel·lació del Forn. El seu descobriment fou anunciat el 18 de novembre de 2010. El planeta HIP 13044 es formà fora de la nostra galàxia i passà a formar part de la Via Làctia quan la galàxia original de l'estrella fou absorbida per la Via Làctia farà de 6.000 a 9.000 milions d'anys, els romanents d'aquella galàxia formen el corrent d'Helmi.

## Descoberta
Rainer Klement de l'Institut Max Planck d'astronomia va comentar que el descobriment era particularment interessant, ja que és la primera vegada que es descobreix un sistema planetari en un corrent estel·lar d'origen extragalàctic. El planeta fou descobert amb el MPG/ESO terrestre de 2,2-m de l'Observatori Europeu Austral (ESO) de La Silla a Xile. Van fer servir el mètode de velocitat radial que implica la detecció de petites fluctuacions de l'estrella causades gravitatòriament pel cos sobre la seva estrella.
El descobriment del planeta podria suggerir la reconsideració sobre alguns aspectes de la formació planetària i la supervivència, ja que es tracta del primer planeta descobert orbitant al voltant d'una estrella molt vella i extremadament pobre en metall. El planeta podria desafiar el model d'acreció del nucli de la formació planetària, donat que podria ser improbable que es pogués formar un nucli planetari de massa suficient i podria significar que s'hagués format pel model de formació planetària d'inestabilitat del disc.

## Propietats de l'estrella
L'estrella HIP 13044 rota ràpidament, possiblement perquè s'hauria empassat els planetes interiors durant la fase de gegant vermella. Actualment, l'estrella es trobaria en la fase final de la seva vida com a estrella de la branca horitzontal, cremant heli en el seu nucli. És probable que el planeta que orbités més lluny de l'estrella abans de la fase de gegant vermella, i que arribés a la posició actual a causa de la interacció amb l'embolcall gasós exterior de l'estrella. S'espera que l'estrella tingui una altra fase d'expansió abans de convertir-se en nana blanca; el futur del planeta a partir d'aquell moment roman incert.